# コヤマシゲト
コヤマシゲト（1975年12月2日 - ）は、日本のアートディレクター・イラストレーター・キャラクターデザイナー・メカニックデザイナー。
東京都出身。血液型はB型。

## 来歴
- 1998年、西島大介との自主制作映像ユニット「黒人コンピューター」を結成する。コヤマは絵コンテ・アニメーター、西島は監督・編集、シナリオは2人で担当した[1][2][3]。ユニット名の由来は「黒人がテクノロジーを手に入れると、白人も凌駕する力を発揮する」という意味を込めた[1]。
- 1999年8月、ガンダム・トリビュートマガジン『G20』第6号にイラストを提供する形でプロデビュー。西島大介・大塚ギチ・菊崎亮・宮昌太朗と「UNDERSELL ltd.」設立[1]。
- 2000年、『フォー・ザ・バレル』で本格的に商業作品に関わるようになる。
- 2004年、貞本義行に誘われて『トップをねらえ2!』に参加[4]。
- 2010年8月、個人サークル「CCMS (CENTER CITY MIDDLE SCHOOL)」を立ち上げる。
- 2011年8月、「UNDERSELL ltd.」退社、フリーとしての活動を開始する[5]。
- 2014年、ディズニースタジオの監督から直々に誘われ「ベイマックス」のキャラクターデザインに参加。

## 人物像
- 好きな食べ物は酢飯。白くて丸い物が好き。『ウォーリー』のイヴが好きでフィギュアを何種類も集めており、このイヴのデザインを超えようとして諦めた結果ベイマックスのデザインが生まれた[6]。

### 仕事について
- 当初は家族が資生堂で働いていた影響でプロダクトデザイナーを志していた。その影響は強く、デザインに関しては作品全般に対して企画段階から携わり、キャラクターや世界設定など様々なコンセプトデザインを手掛けている[7]。『HEROMAN』『パンティ&ストッキングwithガーターベルト』以降は色彩設計・撮影・フォントに意見を述べる、『STAR DRIVER 輝きのタクト』ではコヤマがシルエット・ディテールを固めた原案を手掛けて、アニメーターが描いた設定画を作画監督がチェックする要領で修正する[8]等、設定画を上げた後の仕事も積極的に行なう。コヤマ曰く「設定を起こすだけがデザイナーの枠ではないと思う。但しどこまでいっても集団作業なので様々な方の意見をまとめた上で行わないといけない」とのこと[1][9]。
- 永野護からの影響を度々発言している[10][11]。またアメリカン・コミックスへの造詣も深く、それが『HEROMAN』参加への一因となった[12]。
- 『ガンダム Gのレコンギスタ』には放送開始当初はキャラクターのコスチュームデザインとして関わっていたと語っている[13]が、実際は事実上のキャラクターデザイナーとして富野・吉田健一との打ち合わせに初期からの段階で参加している[14]。

### 人間関係
- 吉田健一は『フォー・ザ・バレル』を見てその後初対面で「君が持っている要素は僕は持っていないから手伝って下さい」と評価したことで『交響詩篇エウレカセブン』への参加につながった[1]。「彼は僕らアニメーターが効率化してしまう所にデザイン要素を足してくれるから絵が生きてくる」と称している[14]。
- デビュー前貞本義行のアシスタント募集をみて応募するも、カラーイラストの経験が不足していた為に落とされた[15]。だが、コヤマが今後の立ち位置について悩んでいた時に貞本から仕事のオファーを受け、アニメーションに本格的に関わるきっかけとなった。商業デビュー間もない頃に浅井真紀に師事し、人体の構造を教わる[16]。『トップをねらえ2!』制作時、鶴巻和哉に4ヶ月程師事し「カラーリングに理屈がない物はない」という考え方・アニメーターが立体把握できて、誤解されない設定の作り方・アニメーションで映えるメカデザインの方法を教わり、『HEROMAN』のオファーが来た際にも「是非やりなさい。今後あなたの心強い名刺の一つになるから」と後押しされた。以降も鶴巻・貞本と一緒に仕事をする度に「デザインのフィルムの中での機能性とデザイン性の両立」について考えさせられたと語る[10][11][4][1]。
- アメトイ仲間の今石洋之、若林広海と共にGEEKBOATという同盟を組んでいる。

## 参加作品
- フォー・ザ・バレル（2000年） - キャラクターデザイン・挿絵（原作・富野由悠季、構成・編集・大塚ギチ）
- 反在士の指環（2001年） - 挿絵（著者:川又千秋）
- だから僕は… ガンダムへの道（2003年） - 角川スニーカー文庫版カバーデザイン（著者:富野由悠季）
- 立喰師列伝（2004年） - カバー&本文写真デジタルエフェクト（著者:押井守）
- リメンバー・ダロス 1983-2003（2004年） - 美術協力
- トップをねらえ2!（2004年） - メカニックデザイン・ゲストキャラクターデザイン・構成協力
- モンスターハンター 狩りの掟（2004年） - 挿絵（著者:ゆうきりん）
- モンスターハンター 英雄の条件（2004年） - 挿絵（著者:ゆうきりん）
- 交響詩篇エウレカセブン（2005年） - デザインワークス
- モンスターハンター 長の資格（2005年） - 挿絵（著者:ゆうきりん）
- モンスターハンター 狩りの追憶（2005年） - 挿絵（著者:ゆうきりん）
- 零式（2005年） - S-Fマガジン挿絵（著者:海猫沢めろん）
- 僕は天使の羽根を踏まない（2005年） - 挿絵（著者:大塚英志）
- ロリータ℃の素敵な冒険（2005年） - 挿絵（著者:大塚英志）
- 攻殻機動隊 STAND ALONE COMPLEX Solid State Society（2006年） - タチコマエージェントデザイン
- ヱヴァンゲリヲン新劇場版:序（2006年） - 原画
- 天元突破グレンラガン（2007年） - デザインワークス
- 精霊の守り人（2007年） - デザインワークス
- ノーモア★ヒーローズ（2007年） - 武器・メカニックデザイン
- ミチコとハッチン（2008年） - バイクデザイン
- 交響詩篇エウレカセブン ポケットが虹でいっぱい（2009年） - メインデザインワークス
- ヱヴァンゲリヲン新劇場版:破（2009年） - デザインワークス・原画
- HEROMAN（2010年） - キャラクターデザイン、ED1アートディレクション 、26話ED作画、製品版特典映像構成
- ノーモア★ヒーローズ2 デスパレート・ストラグル（2010年） - 武器・メカニックデザイン
- パンティ&ストッキングwithガーターベルト（2010年） - コーディネーター、EDイラスト、サブタイトルデザイン、6話シナリオ、19.20.21話プロット、22話原画
- STAR DRIVER 輝きのタクト（2010年） - サイバディデザイン
- 荒川アンダー ザ ブリッジ×ブリッジ（2010年） - 7話エンドカード
- 俺の妹がこんなに可愛いわけがない（2010年） - 12話エンドカード
- TRIGGER（2011年） - 社名ロゴデザイン[17]
- 家庭用版鉄拳タッグトーナメント2（2011年） - アリサ・ボスコノビッチのエクストラコスチュームデザイン
- エウレカセブンAO（2012年） - デザインデベロプメント
- 解放少女（2012年） - メカニックデザイン・監修
- ガンスリンガー ストラトス（2012年） - キャラクターデザイン（共同）
- ヱヴァンゲリヲン新劇場版:Q（2012年） - デザインワークス・原画
- うーさーのその日暮らし（2012年） - 7話エンドカード
- インフェルノコップ（2012年） - コンセプトデザイン
- スタードライバー THE MOVIE（2013年） - サイバディデザイン
- 翠星のガルガンティア（2013年） - 文字デザイン協力
- キルラキル（2013年） - アートディレクター、ED2絵コンテ・原画・仕上げ
- 解放少女 SIN（2013年） - メカニックデザイン・監修
- ヌイグルマーZ（2014年） - ヌイグルマーデザイン
- グッドスマイルレーシング（2014年） - 2014年度マシンアートディレクター
- ガンスリンガー ストラトス2（2014年） - キャラクターデザイン（共同）
- キャプテン・アース（2014年） - メインデザインワークス・エンジンシリーズデザイン[18]
- スペース☆ダンディ（2014年） - ゲストキャラクターデザイン
- ガンダム Gのレコンギスタ（2014年） - キャラクターデザイン（共同、ノークレジット）、デザインワークス
- 日本アニメ（ーター）見本市（2014年） - 『ME!ME!ME!』企画協力、（2015年）- 『SEX and VIOLENCE with MACHSPEED』デザイン・ストーリー原案・カラーデザイン、『おばけちゃん』原作・監督・絵コンテ・キャラクターデザイン・作画監督・原画・色彩設計、『カセットガール』キャラクターデザイン・アートディレクション
- ベイマックス（2014年） - Additional Visual Development
- グッドスマイルレーシング（2015年） - 2015年度マシンアートディレクター
- うーさーのその日暮らし 夢幻編（2015年） - 9話脚本
- インフェルノコップ2（2015年） - コンセプトデザイン、シリーズ構成（ノークレジット）[19]
- 放課後のプレアデス（2015年） - 10話エンドカード
- 炎炎ノ消防隊（2015年） - デザイン協力（Twitterより）
- ニンジャスレイヤー フロムアニメイシヨン（2015年） - 26話原画
- グッドスマイルレーシング（2016年） - 2016年度マシンアートディレクター
- 宇宙パトロールルル子（2016年） - ジャスティスデザイン
- マジシャンズデッド（2016年） - キャラクターデザインディレクション・キャラクターデザイン（共同）
- ひるね姫 〜知らないワタシの物語〜（2017年） - ハーツデザイン
- GRAVITY DAZE ～The Animation Ouverture～（2017年） - カラーデザイン
- ダーリン・イン・ザ・フランキス（2018年）　- メカニックデザイン[20]
- ひそねとまそたん（2018年） - モンスターコンセプトデザイン
- SSSS.GRIDMAN（2018年）　- アレクシスデザイン
- プロメア（2019年） - キャラクターデザイン
- Travis Strikes Again: No More Heroes（2019年） - 武器・メカニックデザイン
- シン・エヴァンゲリオン劇場版𝄇（2021年） - デザインワークス・キャラクターデザイン・原画
- シン・仮面ライダー（2023年） - デザイン協力
- New PANTY & STOCKING with GARTERBELT（2025年） - キャラクターデザイン（すしお、坂本勝と共同）・アートディレクション[21]・シナリオ・ストーリー原案・メカニックデザイン・フィニッシュワーク・コンテ協力・2Dワークス・EDコンテ/イラスト

## 漫画作品
- FOR THE BARREL "1984"（著者:原作・富野由悠季、ストーリー・大塚ギチ）
- さらば青春のひかり（原作・大塚ギチ、「新現実」Vol.1掲載）
- リュウ（原作・大塚ギチ、月刊少年エース掲載）
- どーにゃつ（「ロボ崎」デザイン監修）
- 新世紀エヴァンゲリオン（作画アシスタントとしての参加）